# Michael Alexander
Michael Alexander (n. 19 iunie 1936, Winchester, Anglia, Regatul Unit – d. 1 iunie 2002, Greater London, Anglia, Regatul Unit) a fost un diplomat britanic, medaliat olimpic. A participat la o ediție a Jocurilor Olimpice (1960) în care a câștigat o medalie de argint.

## Participări
Lista de mai jos prezintă principalele competiții la care a participat Michael Alexander de-a lungul carierei.
- fencing at the 1960 Summer Olympics – men's team épée[*]